# المعاهدة البحرية العامة (1820)
المعاهدة البحرية العامة لعام 1820، هي معاهدة وقعت بين حكام ولايات الساحل المتصالح والإمبراطورية البريطانية تحت إشراف السير وليام كير. نصت المعاهدة على التزام الموقعين بعدم القرصنة في الخليج العربي ومنع تجارة الاسترقاق والعبودية واستخدام كل السفن النافعة لصالح الراج البريطاني.

## أول المعاهدات التمهيدية مع شيخ الشارقة
كان الشيخ سلطان بن صقر القاسمي أول من يوقع معاهده تمهيدية للمعاهده العامة مع الجنرال كير وكانت نصوص المعاهدة التمهيدية كما يلي:
 بسم الله الرحمن الرحيم
ليعلم جميع الناس ان سلطان بن صقر كان عند حضرة الجنرال السير وليام كرانت كير وقد تم الاتفاق بينهما على النصوص التالية:
- (المادة 1) يقوم سلطان بن صقر بتسليم كافة القلاع والسفن والمدافع الموجودة في الشارقة وعجمان وأم القيوين وتوابعها الي الجنرال كير.
- (المادة 2) يسلم سلطان بن صقر جميع السجناء الهنود إذا كان أحد منهم عنده.
- (المادة 3) لن يسمح الجنرال للجيوش (للقطاعات) ان تدخل المدن لنهبها وتخريبها.
- (المادة 4) بعد تنفيد هذه الا لتزامات فان سلطان بن صقر سينضم ويدخل في اتفاق السلام.

و بهذه الشروط فان حاله العداء تكون قد انتهت بين الجنرال وبين سلطان بن صقر واتباعه ولكن ستبقى مراكبهم محظورا عليها دخول البحر.
تم في راس الخيمة في 6 يناير 1820م
؛(مترجمه ترجمه دقيقة جي.بي.تومسون)
نقيب من الوحدة 17 لايت دراكون ومترجم
- توقيع
- اللواء (جنرال) و.كرانت كير
- توقيع
- سلطان بن صقر

## ثاني المعاهدات التمهيدية مع شيخرأس الخيمة
ثم جاء الشيخ حسن بن رحمه الذي كان مصابا بمرض شديد اثر المعركة والسجن وفي يوم 8 يناير عام 1820م وقع المعاهدة التمهيدية التالية:
بسم الله الرحمن الرحيم
ليعلم جميع الناس ان حسن بن رحمه في حضرة الجنرال السير وليام كرانت كير وقد تم الاتفاق بينهما على النصوص التالية:
- (المادة 1) تبقى في يد الحكومة البريطانية بلدة رأس الخيمة والمحارة والأبراج القائمة في مزارع النخيل قرب البلدة.
- (المادة 2) إذا كانت أي من سفن حسن بن رحمه في الشارقة أو أم القيوين أو عجمان أو أي مكان آخر يذهب إليه الجنرال بقواته يجب تسليمها للجنرال وسيترك سفن صيد اللؤلؤ وصيد الأسماك.
- (المادة 3) يسلم حسن بن رحمه السجناء الهنود إذا كان أي منهم عنده.
- (المادة 4) بعد تنفيد هذه الالتزامات فسيسمح له بالانضمام إلى معاهدة السلم العام مع بقية العرب الاصدقاء المسالمين.

تم في راس الخيمة قبل ظهر السبت 8 يناير 1820م
- توقيع
- دبليو كرانت كير (جنرال)
- توقيع
- حسن بن رحمة

## ثالث المعاهدات التمهيدية مع شيخ دبي
و في اليوم التالي وصل من دبي حاكمها القاصر محمد بن هزاع بن زعل إلياسي ومعه نائب ووكيل عنه هو احمد بن فطيس وجاءت المعاهدة التمهيدية كما يلي:
بسم الله الرحمن الرحيم
ليعلم جميع الناس ان محمد بن هزاع بن زعل _ القاصر_ ومعه أحمد بن فطيس كانا في حضرة الجنرال السير وليام كرانت كير وهناك تم الاتفاق على النصوص التالية:
- (المادة 1) يسلم أهالي دبي إلى الجنرال السفن التي في دبي وتوابعها والمدافع الموجودة في الأبراج وسيترك الجنرال مراكب صيد اللؤلؤ ومراكب صيد السمك.
- (المادة 2) يسلم أهالي دبي كافه الأسرى الهنود إذا كان لديهم أحد منهم.
- (المادة 3) لن يسمح الجنرال لقطاعاته الدخول إلى بلد لنهبها وسوف لن يدمر الحصون والأبراج.
- (المادة 4) إذا تم تنفيذ هذه النصوص فلسوف يسمح لمحمد بن هزاع بن زعل واتباعه بالانضمام إلى معاهدة السلم العامة اسوة بسائر العرب الاصدقاء المسالمين.

وبهذه الشروط فلسوف تتوقف حالة العداء بين بريطانيا وبين محمد بن هزاع وأتباعه باستثناء سريان الخطر على مراكبهم في البحر.
- توقيع : الجنرال وليام كرانت كير
- مترجم : نقيب الوحدة 17 لايت دراكون ومترجم
- وقع بختم : أحمد بن فطيس
- شاهد على المعاهدة : الشيخ حمزة بن محمد شيخ جزيرة قشم

وأعطيت نسخه مصدقة من المعاهدة إلى محمد بن هزاع.

## رابع المعاهدات التمهيدية مع شيخ أبوظبي
و في يوم 11 يناير1820م وصل من أبوظبي الشيخ شخبوط بن ذياب بن عيسى آل نهيان ليوقع المعاهدة التمهيدية التالية:
بسم الله الرحمن الرحيم
ليعلم جميع الناس ان الشيخ شخبوط بن ذياب بن عيسى آل نهيان كان في حضرة الجنرال السير وليام كرانت كير وقد تم الاتفاق بينهما على النصوص التالية:
- (المادة 1) إذا وجدت في أبوظبي أو أي مكان آخر تابع للشيخ شخبوط أي من السفن (القراصنة)التي صادفها أو قد يصادفها الجنرال في الحرب الحالية فيجب عليه ان يسلمها إلى الجنرال.
- (المادة 2) سيسمح للشيخ شخبوط بالانضمام إلى المعاهدة العامة للسلم مع الاصدقاء العرب.

تم في راس الخيمة 11 يناير1820م
- موقع : اللواء كير
- موقع : الشيخ شخبوط بيده

## خامس المعاهدات التمهيدية مع شيخ الرمس وضايه
و في 11 يناير1820م جاء دور الشيخ حسن بن علي بن عبد الرحمن العنزي الذي كان يشغل منصب شيخ بلده الرمس وضايه ووقع المعاهدة التمهيدية التالية:
بسم الله الرحمن الرحيم
ليعلم جميع الناس ان حسن بن علي في حضرة الجنرال السير وليام كرانت كير وقد تم الاتفاق بينهما على النصوص التالية.
- (المادة 1) يجب تسليم كافة السفن العائدة لحسن بن علي والموجودة في الشارقة أو أم القيوين أو عجمان أو أبوظبي أو أي مكان تذهب إليه قوات الجنرال فان مثل هذه السفن تسلم للجنرال وسيترك الجنرال تلك التي تصيد اللؤلؤ ومراكب صيد السمك.
- (المادة 2) يسلم حسن بن علي جميع السجناء والهنود إذا كان أي منهم لا يزال لديه.
- (المادة 3) إذا تم تنفيذ هذا الاتفاق فسيسمح لحسن بن علي على للانضمام ودخول في معاهدة السلم العام

الموقع : الجنرال كير حسن بن علي
و قد تم كتابة نسختين من كل معاهده وتسلم كل من الموقعين نسخة منها.

## المعاهدة العامة للسلام بين القبائل العربية والحكومة البريطانية 1820 م

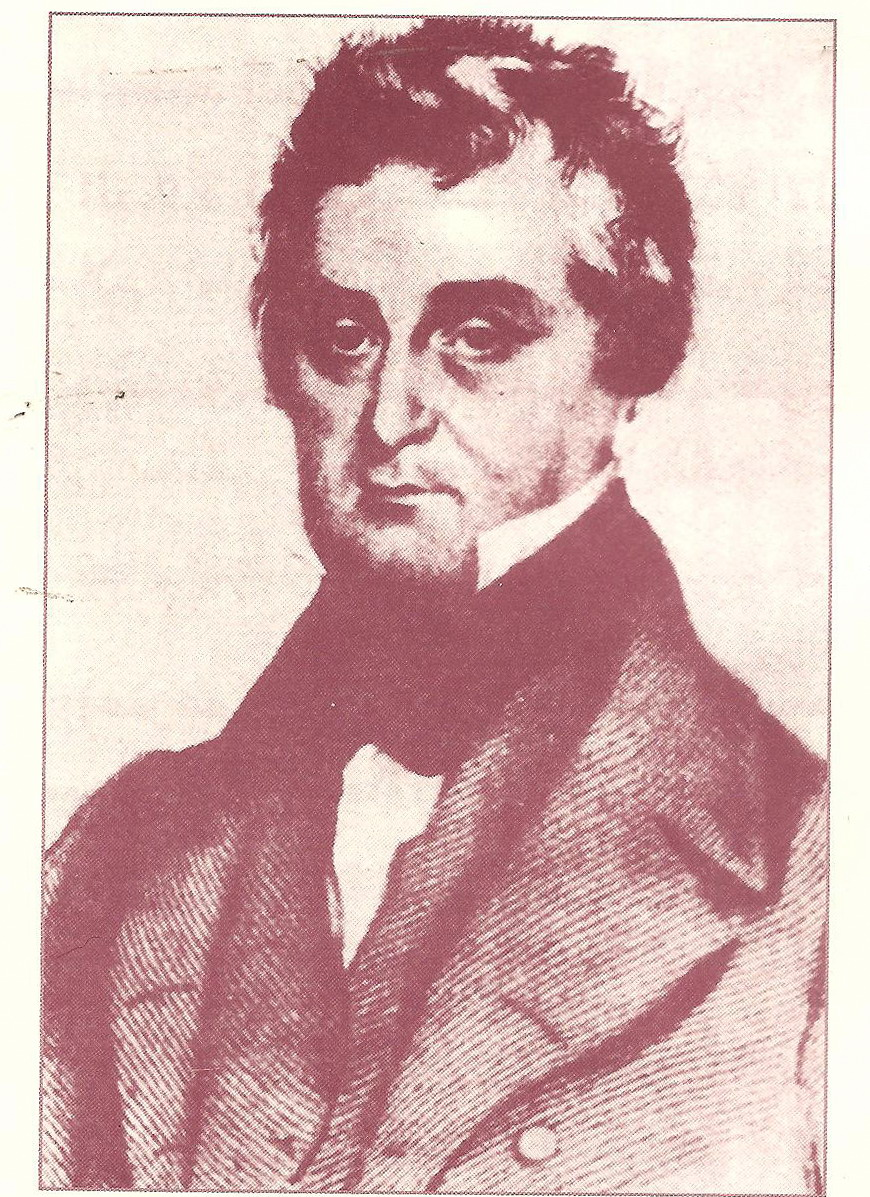
الكابتن ج.بيرنت تومسون أحد ضباط الحملة البريطانية ومترجم الحملة وكاتب اتفاقية 1820م بالغة العربية